# Chava Voor in 't Holt
 (janvier 2019).
Si vous disposez d'ouvrages ou d'articles de référence ou si vous connaissez des sites web de qualité traitant du thème abordé ici, merci de compléter l'article en donnant les références utiles à sa vérifiabilité et en les liant à la section « Notes et références ».
Chava Voor in't Holt, née en 1985 aux Pays-Bas,,, est une actrice néerlandaise.

## Filmographie

### Cinéma
- 1995 : Tralievader : Lizie
- 2008 : Vanwege de Vis : La responsable de l'enregistrement
- 2009 : The Storm : La petite amie de Julia
- 2009 : Happy End : Caroline
- 2009 : De Hel van '63 (nl) : Annemiek
- 2010 : Still : Sofie
- 2010 : Ernst, Bobbie en het geheim van de Monta Rossa (nl) : Indy
- 2010 : LelleBelle (nl) : La fille du village
- 2011 : Arts : Inge Talis
- 2012 : Süskind : Sylvie
- 2018 : Mannen van Mars : La réceptionniste à l'hôtel

### Téléfilms
- 2008 : Klein Holland (nl) : Sarah
- 2009 : Shouf Shouf! (nl) : Rôle inconnu
- 2009 : Flikken Maastricht : Lilja Metsjnikovj
- 2009 : Floor Faber (nl) : Aimee
- 2012 : Sinterklaasjournaal (nl) : Piet, la fille
- 2012 : Divorce (nl) : Zoey
- 2012-2013 : Moordvrouw : Simone Blok
- 2014 : Fashion Planet (nl) : L’infirmière
- 2014 : Winx Club : Selina
- 2014 : Force (nl) : L’ouvrière mortuaire
- 2015 : Jeuk (nl) : Chava
- 2015 : Alicia weet wat te doen! : Alicia Selezneva
- 2015 : Flikken Maastricht : Celine Verdonschot
- 2018 : De Spa (nl) : Cheyenne